# Zuid-Korea op de Olympische Zomerspelen 1996
Zuid-Korea nam naar deel aan de Olympische Zomerspelen 1996 in Atlanta, Verenigde Staten.

## Deelnemers en resultaten
(m) = mannen, (v) = vrouwen

### Atletiek
- Son Ju-Il
- Seong Hui-Jun
- O Mi-Ja
- Lee Yeong-Suk
- Lee Yeong-Seon
- Lee Myeong-Seon
- Lee Mi-Gyeong
- Lee Jin-Taek
- Kim Wan-Gi
- Kim Tae-Hui
- Kim I-Yong
- Kim Cheol-Gyun
- Jo Hyeon-Uk
- Jin Seon-Guk
- Gang Sun-Deok
- Chu Gi-Yeong
- Lee Bong-Ju

### Badminton
- Yu Yong-Seong
- Park Su-Yeon
- Park Seong-U
- Lee Gwang-Jin
- Kim Sin-Yeong
- Kim Mi-Hyang
- Kim Ji-Hyeon
- Kim Hak-Gyun
- Jeong Jae-Hui
- Ha Tae-Gwon
- Gang Gyeong-Jin
- Park Ju-Bong
- Na Gyeong-Min
- Jang Hye-Ok
- Kim Dong-Mun
- Bang Su-Hyeon
- Gir Yeong-A

### Boksen
- Sin Su-Yeong
- Sin Eun-Cheol
- Mun Im-Cheol
- Lee Wan-Gyun
- Han Hyeong-Min
- Go Yeong-Sam
- Bae Ho-Jo
- Bae Gi-Ung
- Lee Seung-Bae

### Boogschieten
- Kim Bo-Ram
- Jang Yong-Ho
- Yun Hye-Yeong
- Kim Jo-sun
- O Gyo-Mun
- Kim Gyeong-Uk

### Gewichtheffen
- Kim Tae-Hyeon
- Jeon Sang-Seok
- Jeon Byeong-Gwan
- Im Dong-Gi
- Hwang Hui-Yeol
- Go Gwang-Gu
- Choi Dong-Gil

### Gymnastiek
- Lee Ju-Hyeong
- Kong Yun-Jin
- Kim Dong-Hwa
- Kim Bong-Hyeon
- Jo Seong-Min
- Jeong Jin-Su
- Han Yun-Su
- Yeo Hong-Cheol

### Hockey

#### Mannentoernooi
- Selectie
  - Koo Jin-soo
  - Shin Seok-kyo
  - Han Beung-kook
  - You Myung-keun
  - Cho Myung-jun
  - Jeon Jong-ha
  - You Seung-jin
  - Park Shin-heum
  - Kang Keon-wook
  - Kim Jong-yi
  - Jeong Yong-kyun
  - Song Seung-tae
  - Kim Yong-bae
  - Hong Kyung-Suep
  - Kim Young-kyu
  - Kim Yoon

#### Vrouwentoernooi
- Selectie
  - You Jae-sook
  - Choi Eun-kyung
  - Cho Eun-jung
  - Oh Seung-shin
  - Lim Jeong-sook
  - Kim Myung-ok
  - Chang Eun-jung
  - Lee Ji-young
  - Lee Eun-kyung
  - Kwon Soo-hyun
  - Woo Hyun-jung
  - Choi Mi-soon
  - Lee Eun-young
  - Jeon Young-sun
  - Kwon Chang-sook
  - Jin Deok-san

### Judo
- Son Hyeon-Mi
- Lee Seong-Hun
- Kim Jong-Won
- Jo In-Cheol
- Jeong Seong-Suk
- Kim Min-Su
- Jeong Seon-Yong
- Hyeon Suk-Hui
- Gwak Dae-Seong
- Jo Min-Seon
- Jeon Gi-Yeong

### Kanovaren
- Park Chang-Gyu
- Jeon Gwang-Rak

### Schermen
- Yu Sang-Ju
- Yang Noe-Seong
- Seo Seong-Jun
- Lee Sang-Gi
- Lee Hyo-Geun
- Lee Geum-Nam
- Kim Yong-Guk
- Kim Yeong-Ho
- Kim Hui-Jeong
- Jeong Su-Gi
- Jeon Mi-Gyeong
- Jang Tae-Seok
- Go Jeong-Jeon

### Schoonspringen
| Olympiër     | Discipline    | Resultaat | Prestatie                |
| ------------ | ------------- | --------- | ------------------------ |
| Lee Jong-Hee | 3 m plank (m) | 32e       | voorronde: 293.52 punten |

### Tafeltennis
- Park Gyeong-ae
- Kim Taek-su
- Kim Mu-gyo
- Gang Hui-chan
- Yu Nam-gyu
- Yu Ji-hye
- Park Hae-jeong
- Lee Cheol-seung

### Tennis
- Yun Yong-Il
- Park Seong-Hui
- Lee Hyeong-Taek
- Kim Eun-Ha
- Choi Yeong-Ja

### Voetbal

#### Mannentoernooi
- Selectie
  - Seo Dong-Myung
  - Park Choong-Kyun
  - Choi Sung-Yong
  - Lee Sang-Hun
  - Lee Kyung-Soo
  - Lee Ki-Hyung
  - Lee Woo-Young
  - Yoon Jung-Hwan
  - Chung Sang-Nam
  - Choi Yong-Soo
  - Lee Won-Shik
  - Lee Dae-Hee
  - Kim Hyun-Su
  - Kim Sang-Hoon
  - Lee Lim-Saeng[1]
  - Choi Yoon-Yeol
  - Ha Seok-Ju[1]
  - Hwang Sun-Hong[1]
- Bondscoach: Anatolij Bysjovets

### Volleybal

#### Mannentoernooi
- Selectie
  - Im Do-Heon
  - Kim Se-Jin
  - Sin Yeong-Cheol
  - Bang Sin-Bong
  - Kim Sang-U
  - Ha Jong-Hwa
  - Choi Cheon-Sik
  - Park Hui-Sang
  - Lee Seong-Hui
  - Sin Jeong-Seop
  - Sin Jin-Sik
  - Park Seon-Chul

#### Vrouwentoernooi
- Selectie
  - Jang Yun-Hui
  - Lee Su-Jeong
  - Gang Hye-Mi
  - Jeong Seon-Hye
  - Kim Nam-Sun
  - Park Su-Jeong
  - Hong Ji-Yeon
  - Jang So-Yeon
  - Choi Gwang-Hui

### Wielersport
- Park Min-Su
- No Yeong-Sik
- Kim Yong-Mi
- Kim Jung-Mo
- Jo Ho-Seong
- Jeong Yeong-Hun
- Jeon Dae-Heung
- Hyeon Byeong-Cheol
- Hong Seok-Han

### Worstelen
- Park Myeong-Seok
- Park Chi-Ho
- Kim Yeong-Il
- Kim Tae-U
- Kim Jin-Su
- Kim Ik-Hui
- Jeong Sun-Won
- Hwang Chang-Ho
- Ha Tae-Yeon
- Eom Jin-Han
- Choi Sang-Seon
- Yang Hyeong-Mo
- Park Jang-Sun
- Jang Jae-Seong
- Sim Gwon-Ho

### Zwemmen
- Yang Dae-Cheol
- U Cheol
- Seo So-Yeong
- Seo Hyeon-Su
- Park U-Hui
- No Ju-Hui
- Lee Ji-Hyeon
- Lee Ji-Hyeon
- Lee Ji-Hyeon
- Lee Jeong-Hyeong
- Lee Gyu-Chang
- Lee Chang-Ha
- Lee Bo-Eun
- Kim Min-Seok
- Kim Bang-Hyeon
- Jo Gwang-Je
- Ji Sang-Jun
- Jeong On-Ra
- Go Un-Ho
- Byeon Hye-Yeong

Afghanistan · Albanië · Algerije · Amerikaanse Maagdeneilanden · Amerikaans-Samoa · Andorra · Angola · Antigua‑Barbuda · Argentinië · Armenië · Aruba · Australië · Azerbeidzjan · Bahama's · Bahrein · Bangladesh · Barbados · België · Belize · Benin · Bermuda · Bhutan · Bolivia · Bosnië en Herzegovina · Botswana · Brazilië · Britse Maagdeneilanden · Brunei · Bulgarije · Burkina Faso · Burundi · Cambodja · Canada · Centraal-Afrikaanse Republiek · Chili · China · Chinees Taipei · Colombia · Comoren · Congo-Brazzaville · Cookeilanden · Costa Rica · Cuba · Cyprus · Denemarken · Djibouti · Dominica · Dominicaanse Republiek · Duitsland · Ecuador · Egypte · El Salvador · Equatoriaal-Guinea · Estland · Ethiopië · Fiji · Filipijnen · Finland · Frankrijk · Gabon · Gambia · Georgië · Ghana · Grenada · Griekenland · Groot-Brittannië · Guam · Guatemala · Guinee · Guinee-Bissau · Guyana · Haïti · Honduras · Hongarije · Hongkong · Ierland · IJsland · India · Indonesië · Irak · Iran · Israël · Italië · Ivoorkust · Jamaica · Japan · Jemen · Joegoslavië · Jordanië · Kaaimaneilanden · Kaapverdië · Kameroen · Kazachstan · Kenia · Kirgizië · Koeweit · Kroatië · Laos · Lesotho · Letland · Libanon · Liberia · Libië · Liechtenstein · Litouwen · Luxemburg ·  Macedonië · Madagaskar · Malawi · Malediven · Maleisië · Mali · Malta · Marokko · Mauritanië · Mauritius · Mexico · Moldavië · Monaco · Mongolië · Mozambique · Myanmar · Namibië · Nauru · Nederland · Nederlandse Antillen · Nepal · Nicaragua · Nieuw-Zeeland · Niger · Nigeria · Noord-Korea · Noorwegen · Oeganda · Oekraïne · Oezbekistan · Oman · Oostenrijk · Pakistan · Palestina · Panama · Papoea-Nieuw-Guinea · Paraguay · Peru · Polen · Portugal · Puerto Rico · Qatar · Roemenië · Rusland · Rwanda · Saint Kitts en Nevis · Saint Lucia · Saint Vincent en Grenadines · Salomonseilanden · Samoa · San Marino · Sao Tomé en Principe · Saoedi-Arabië · Senegal · Seychellen · Sierra Leone · Singapore · Slovenië · Slowakije · Soedan · Somalië · Spanje · Sri Lanka · Suriname · Swaziland · Syrië · Tadzjikistan · Tanzania · Thailand · Togo · Tonga · Trinidad en Tobago · Tsjaad · Tsjechië · Tunesië · Turkije · Turkmenistan · Uruguay · Vanuatu · Venezuela · Verenigde Arabische Emiraten · Verenigde Staten · Vietnam · Wit-Rusland · Zaïre · Zambia · Zimbabwe · Zuid-Afrika · Zuid-Korea · Zweden · Zwitserland